# Tiffert N'Ait Hamza
Tiffert N'Ait Hamza (en àrab تيفرت نآيت حمزة, Tīffart N-Āyt Ḥamza; en amazic ⵜⵉⴼⴼⵔⵜ ⵏ ⴰⵢⵜ ⵃⵎⵣⴰ) és una comuna rural de la província d'Azilal, a la regió de Béni Mellal-Khénifra, al Marroc. Segons el cens de 2014 tenia una població total de 3.944 persones.